# Pátá křížová výprava
Pátá křížová výprava byla vyhlášena roku 1213 papežem Inocencem III. a trvala od roku 1217 do roku 1221. Jejím cílem bylo zaútočit na mocenské centrum dynastie Ajúbovců, Egypt a osvobodit od nich obsazenou Svatou zemi a Jeruzalém.

## Svolání výpravy

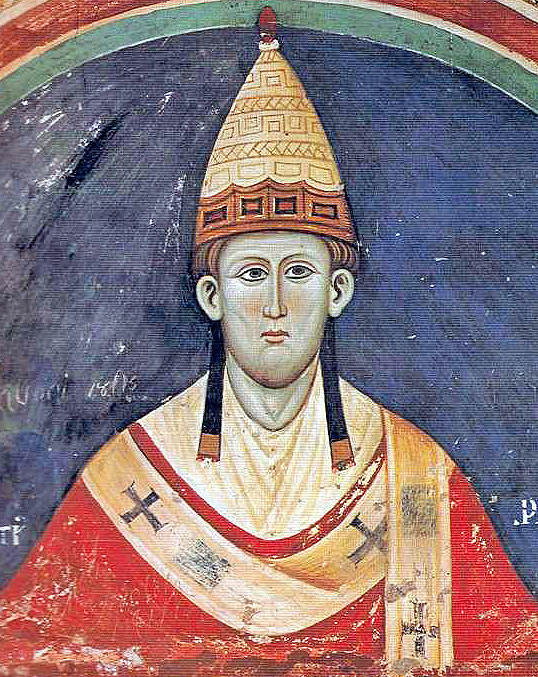
Papež Inocenc III.

Na jaře roku 1213 vydal papež Inocenc III. bulu, Quia maior, která svolávala veškeré křesťanstvo k nové křížové výpravě. Evropští králové však byli plně zaměstnáni bojem mezi sebou. V té době však Inocenc III. jejich pomoc nežádal, protože předchozí křížová výprava, kterou vedli králové (Druhá křížová výprava) skončila fiaskem. Papež nařídil začít s náboženskými průvody, kázáním a modlitbami, aby pro svou věc získal prostý lid, nižší šlechtu a rytíře.

### Francie

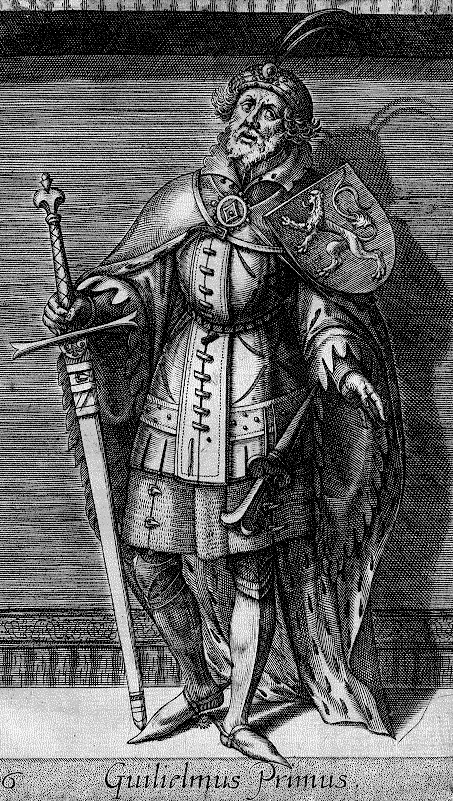
Holandský hrabě Vilém I.

Zpráva o nové křížové výpravě byla ve Francii kázána Robertem z Courçonu, nicméně na rozdíl od ostatních křížových výprav neměla tato informace ve Francii velký ohlas a k výpravě se mnoho francouzských rytířů, kteří měli stejně plné ruce práce s Albigenskou křížovou výpravou proti heretickým katarům, nepřipojilo. V roce 1215 papež svolal Čtvrtý lateránský koncil, kde spolu s jeruzalémským patriarchou Raoulem de Mérencourtem mezi ostatními církevními záležitostmi probírali také znovuobnovení křesťanského panství ve Svaté zemi. Inocenc III. chtěl, aby nová výprava byla pod plným dohledem papežství, stejně jako byla první křížová výprava, a aby se nevymkla kontrole jako čtvrtá křížová výprava, kdy ji zneužili Benátčané k dobytí Konstantinopole. Papež v roce 1216 pro křižáky naplánoval setkání v Brindisi a zakázal obchod s muslimy k zajištění ochrany křižáckých lodí a zbraní. Každý křižák mohl přijmout odpustek, ten ale mohl přijmout rovněž člověk, který křižákům finančně nebo jinak vypomohl, ale sám se výpravy neúčastnil.

### Německo a Uhersko
Zprávu o nově chystané křížové výpravě přinesl do německých oblastí Oliver z Cologne. Císař Fridrich II. Štaufský se s ním zkusil spojit v roce 1215. Fridrich II. byl ten poslední monarcha, se kterým by se chtěl Inocenc III. spojit, jak se papežství vůči němu nechalo slyšet. V roce 1216 však Inocenc III. zemřel a jeho nástupce Honorius III. Fridricha II. z účasti vyškrtl a místo něj začal vyjednávat s rakouským vévodou Leopoldem VI. a uherským králem Ondřejem II.

## Průběh tažení

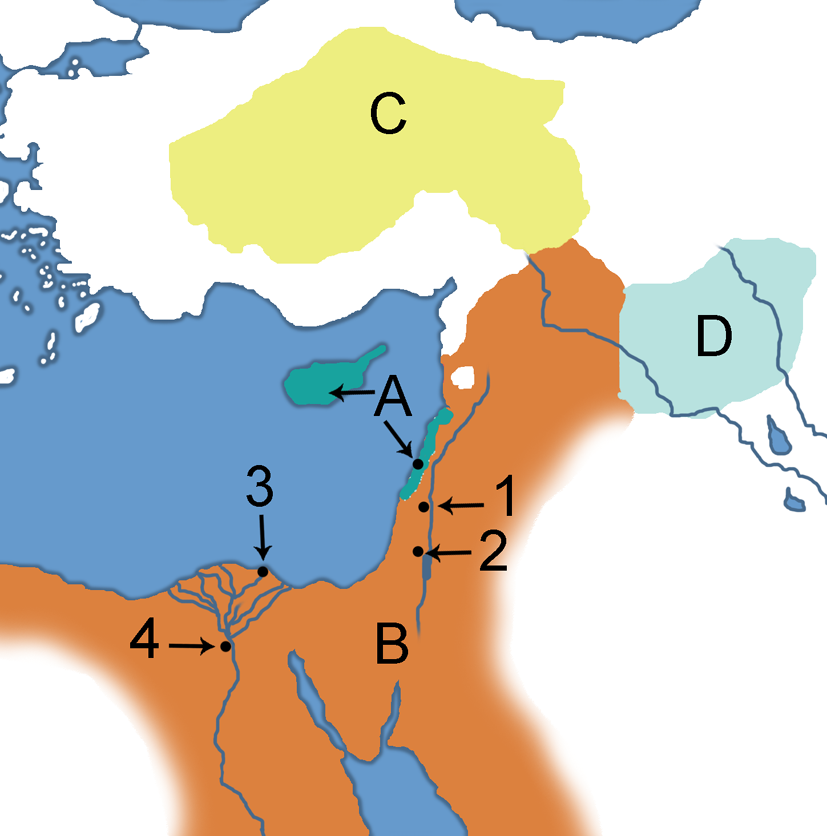
Chronologický postup páté křížové výpravy

V roce 1217 opustila evropská armáda hlavní město Jeruzalémského království, Akkon a spojila se s vojsky kyperského krále Huga I., jeruzalémského krále Jana z Brienne a antiochijským knížetem Bohemundem IV., aby zahájili útok na Ajúbovce v Sýrii.

### Jeruzalém
V Jeruzalémě obránci preventivně rozebrali zdi a opevnění města, aby křižáci po jeho obsazení nebyli schopni Jeruzalém ubránit. Muslimové poté uprchli z města, ze strachu z opakování masakru, který se odehrál po dobytí města křižáky po první křížové výpravě v roce 1099. Nicméně Ajúbovci se o boj nezajímali a žádná ofenzíva nepřicházela. Počátkem roku 1218 se nemocný Ondřej rozhodl pod hrozbou exkomunikace vrátit do Uher. On a jeho armáda se vydali na cestu do Uherska v únoru 1218, ale nejprve se zastavili v Tripolisu, aby se zúčastnili svatby Bohemunda IV. a Melisendy z Lusignanu. Hugo I. Kyperský při obřadu onemocněl a krátce nato zemřel. Ondřej se vrátil do Uherska na konci roku 1218.

### Spojenectví s Ikonyjským sultanátem
Později v roce 1218 dorazil Oliver z Cologne společně s novou německou armádou a hrabě Vilém s holandskými, vlámskými a frískými posilami. S Leopoldem VI. a Janem z Brienne naplánovali útok na egyptskou Damiettu. Aby plán měl větší naději na úspěch, tak se křižáci spojili s ikonyjským sultánem Keykavem I. Ten zaútočil na Ajúbovce v Sýrii a uvolnil tak křižáků cestu k útoku na Damiettu.

### Egypt

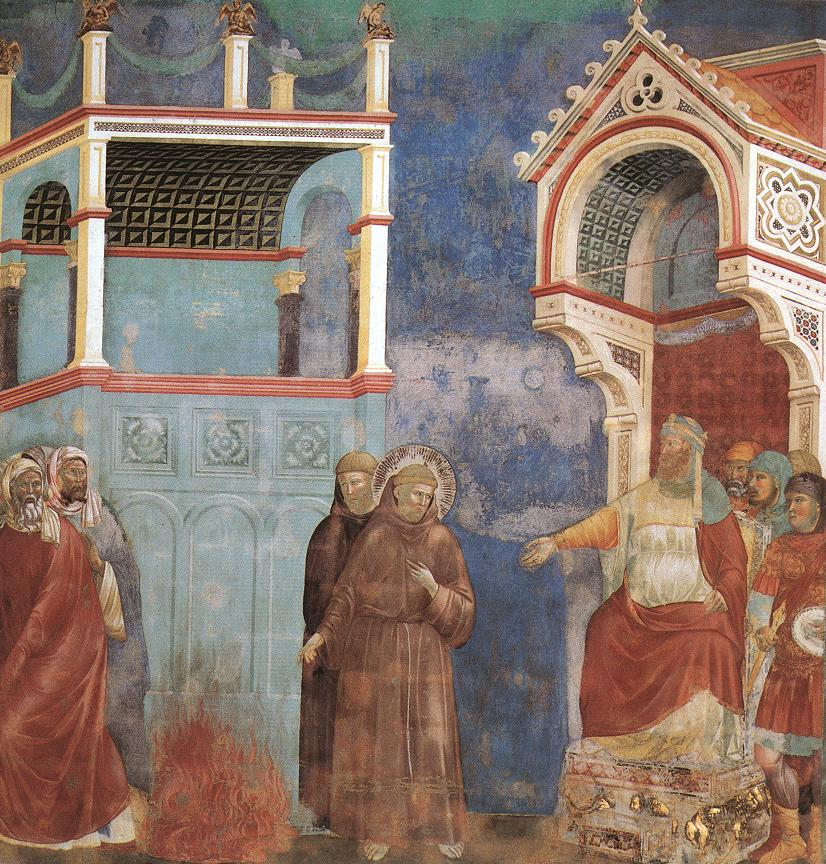
Srpen 1219, František z Assisi před sultánem Al-Kámilem

V červnu 1218 začali křižáci s obléháním Damietty a navzdory odporu nepřipraveného sultána Al-Adila, tak věž, která stála venku za městem padla 25. srpna. Dobýt samotné město už bylo složitější, protože nemoci způsobily křižákům citelné ztráty, mezi mrtvými byl i Robert z Courçonu. Al-Adil zatím také zemřel a jeho místo zaujal Al-Kámil. Mezitím Honorius III. vyslal v roce 1219 Pelagia Galvaniho jako nového vůdce křížové výpravy. Al-Kámil se pokoušel s křižáky vyjednávat o míru. Navrhl křižákům, že jim přenechá Jeruzalém, pokud od obléhání Damietty ustoupí, ale Pelagio jeho nabídku nepřijal. Poté, co to samé slyšel hrabě Vilém Holandský, opustil se svými bojovníky křižácký tábor a odplul domů. V srpnu nebo září přijel do křižáckého ležení František z Assisi a přešel kázat k Al-Kámilovi. V listopadu křižáci oslabili sultánovy síly a mohli tak konečně obsadit přístav.
Okamžitě po dobytí města začali o kontrolu nad ním mezi sebou bojovat papežské a světské zájmové skupiny. Novým pánem města se v roce 1220 prohlásil Jan z Brienne. Pelagio Galvani toto nepřijal a Jan se po roce vrátil do Akkonu. Pelagio doufal, že římský císař Fridrich II. přitáhne s čerstvými posilami, ten to však nikdy neudělal; namísto toho, po roce nečinnosti a nezájmu o situaci v Sýrii i Egyptě, se Jan z Brienne do Damietty vrátil, a křižáci v červenci 1221 vytáhli směrem na Káhiru.
V tuto dobu byl již Al-Kamil schopen spojit se se syrskými Ajúbovci, na které neustále útočil sultán Keykavus I. Křižácký pochod na Káhiru byl katastrofální; řeka Nil se vylila z břehů před křižáky a zastavila tak jejich postup. Suchý kanál, který křižáci před tím překonali byl nyní zaplavený a odřízl armádě ústupovou cestu. Zásobování vázlo a křižáci byli nuceni zahájit ústup. Vrcholem byl noční útok Al-Kamilových vojáků, který měl za následek obrovské ztráty mezi křižáky, a velitel Pelagio Galvani nakonec kapituloval.

## Důsledky
Podmínky této kapitulace stanovovaly, že se Damietta vydá do rukou Al-Kamilovi výměnou za propuštění zajatých křižáckých bojovníků. Al-Kamil souhlasil s osmiletým mírem, který mu Evropané nabídli, a také s navrácením kusu pravého kříže (který, jak se později ukázalo, Al-Kamil nevlastnil).